# Circondario di Eutin
Il circondario di Eutin (in tedesco Kreis Eutin) era un circondario tedesco, esistito dal 1937 al 1970.

## Storia
Il circondario di Eutin fu creato nell'ambito della riforma territoriale delle regioni settentrionali del Reich germanico decretata dalla cosiddetta "legge sulla Grande Amburgo". Il nuovo circondario, parte della provincia dello Schleswig-Holstein nel Land della Prussia, corrispondeva all'ex exclave dell'Oldenburgo denominata "Landesteil di Lubecca", ingrandita con i comuni di Dissau, Krumbeck, Kurau e Malkendorf, fino ad allora appartenenti al Land di Lubecca contemporaneamente disciolto.
Nel 1946, per decreto dell'occupante britannico, il territorio della provincia dello Schleswig-Holstein venne distaccato dalla Prussia formando il nuovo Land dello Schleswig-Holstein.
Il circondario di Eutin venne disciolto nel 1970 e fuso con il limitrofo circondario di Oldenburg in Holstein, formando il nuovo circondario dello Holstein Orientale.

## Suddivisione
Al 1º gennaio 1945 il circondario di Eutin comprendeva le città di Bad Schwartau e Eutin, e i comuni di Ahrensbök, Bosau, Gleschendorf, Malente, Ratekau, Stockelsdorf e Süsel.